# Ахмед Нуреддин-эфенди (сын Абдул-Меджида I)
Ахме́д Нуредди́н-эфе́нди (17 апреля 1851/1852 — 3 января 1884 или 1885) — сын султана Абдул-Меджида I от пятой жены Махитаб Кадын-эфенди.

## Биография
Ахмед Нуреддин-эфенди родился 17 апреля 1851 года или в 1852 году в Старом дворце Чыраган в семье османского султана Абдул-Меджида I и его пятой жены Махитаб Кадын-эфенди. У него была старшая полнородная сестра — Сабиха-султан, умершая во младенчестве. Ачба писал, что после рождения сына, Абдул-Меджид I даровал Махитаб титул пятой кадын-эфенди как «любимой и достойной жене». Сакаоглу сообщал о получении Махитаб титула пятой жены в 1852 году после рождения сына. Он пишет о том, что мать султана валиде Безмиалем-султан организовала пышные торжества в гареме по случаю рождения сына Махитаб; саму жену султана навестили жёны государственных чиновников и преподнесли ей ценные подарки.
9 апреля 1857 года во дворце Долмабахче он был обрезан вместе со своими братьями Мехмедом Решадом (будущий султан Мехмед V), Ахмедом Кемаледдином и Мехмедом Бурханеддином-эфенди.
В феврале 1864 года был зачислен в Османский военный колледж. После окончания училища 19 января 1865 года был зачислен в третий батальон 1-й армии. 2 июля 1866 года ему было присвоено звание капитана (юзбаши). Позже он покинул армию.
Скончался от туберкулёза 3 января 1884 год в возрасте около 32 лет, но Олдерсон датировал его смерть 1885 годом. Был похоронен в Новой мечети в Стамбуле.